# Оріхівка (Феодосійський район)
Орі́хівка (до 1948 року — Кучю́к-Кєлєчі́, крим. Küçük Keleçi — «Малі Кєлєчі») — село Феодосійського району Автономної Республіки Крим. Розташоване в центрі району.

## Населення
Згідно з переписом УРСР 1989 року чисельність наявного населення села становила 254 особи, з яких 112 чоловіків та 142 жінки.
За переписом населення України 2001 року в селі мешкали 382 особи.

### Мова
Розподіл населення за рідною мовою за даними перепису 2001 року:
| Мова              | Відсоток |
| ----------------- | -------- |
| кримськотатарська | 45,29 %  |
| російська         | 43,72 %  |
| українська        | 9,69 %   |
| білоруська        | 0,26 %   |
| молдовська        | 0,26 %   |
| інші              | 0,78 %   |